# 中国经济50人论坛
中国经济50人论坛是中華人民共和国经济学界學者成立的一個学术组织。1998年6月在北京发起。發起初期成員有關注中國經濟問題的學者將近50名。這些學者舉辦論壇，並在論壇上就中国经济議題進行交流与探讨，提出政策建议和意见。

## 外部連結
- 官方网站